# 特罗马雷
特罗马雷（法語：Tromarey，法語發音：[tʁɔmaʁɛ]）是法国上索恩省的一个市镇，属于沃苏勒区。

## 地理
特罗马雷（47°20'17"N, 5°43'11"E）面积6.12 平方千米，位于法国勃艮第-弗朗什-孔泰大區上索恩省，该省份为法国东部内陆省份，北起顺时针与孚日省、贝尔福地区省、杜省、汝拉省、科多尔省和上马恩省接壤。
与特罗马雷接壤的市镇（或旧市镇、城区）包括：屈涅、阿夫里涅-维雷、邦布瓦永、于日耶。

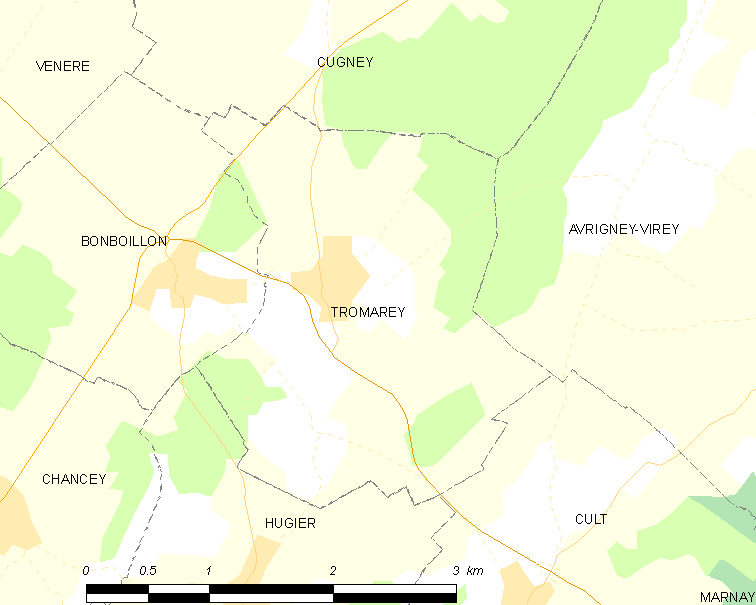
特罗马雷的OSM定位图

特罗马雷的时区为UTC+01:00、UTC+02:00（夏令时）。

## 行政
特罗马雷的邮政编码为70150，INSEE市镇编码为70509。

## 政治
特罗马雷所属的省级选区为马尔奈县。

## 人口

1962-2008年间特罗马雷人口变化图示

特罗马雷于2022年1月1日时的人口数量为123人。